# Karstenia (publikacja)
Karstenia – międzynarodowe czasopismo naukowe Fińskiego Towarzystwa Mykologicznego (Finlands Svampvänner).  Koncentruje się na mykologii borealnej i arktyczno-alpejskiej. Publikuje prace opisujące oryginalne badania dotyczące wszystkich aspektów grzybów (w tym porostów), zwłaszcza w zakresie systematyki i ekologii. Artykuły odpowiednie dla czasopisma to artykuły przeglądowe, recenzje książek i artykuły zamówione.
Publikacja jest otwarta dla wszystkich. Artykuły przyjmowane są w języku angielskim. Wszystkie artykuły są recenzowane przez specjalistów przed akceptacją. Każdy tom Karstenia składa się z dwóch numerów, które ukazują się w czerwcu i grudniu. Od czasu do czasu publikowane są suplementy.
Artykuły czasopisma są dostępne w internecie w formie plików pdf. Internetowy indeks umożliwia wyszukiwanie artykułów według roczników, numerów czasopisma, autorów, tytułu artykułu. 
Nazwą czasopisma uczczono fińskiego mykologa Pettera Adolfa Karstena (1834–1917).